# Le nozze di Muriel
Le nozze di Muriel (Muriel's Wedding) è un film del 1994 diretto da P. J. Hogan.
Commedia drammatico-grottesca australiana, interpretata da Toni Collette, Rachel Griffiths, Bill Hunter, Jeanie Drynan.
Il film è stato presentato nella Quinzaine des Réalisateurs al 47º Festival di Cannes. e ha ricevuto molteplici nomination cinematografiche, inclusa la "Golden Globe Award Nomination" a Toni Collette come migliore attrice in un film - Musical o Commedia.

## Trama
Muriel Heslop, una donna socialmente imbarazzante, è oggetto di scherno da parte delle sue amiche superficiali ed egoiste, Tania, Cheryl, Janine e Nicole. Trascorre il suo tempo ascoltando le canzoni degli ABBA e sognando perennemente ad occhi aperti un matrimonio affascinante per portarla fuori dalla cittadina balneare senza uscita di Porpoise Spit e lontano dal suo prepotente padre, Bill, un politico corrotto che sminuisce costantemente sua moglie, Betty, e cinque figli.
Muriel partecipa al matrimonio di Tania e Chook, durante il quale vede Chook e Nicole fare sesso in una lavanderia. L'ospite del matrimonio Dianne, un detective di un grande magazzino, chiama la polizia su Muriel per aver rubato il vestito che indossa, e la polizia scorta pubblicamente Muriel fuori dal ricevimento.
Poco dopo, la presunta amante di Bill, Deidre Chambers, recluta Muriel nella sua attività di marketing multilivello, e gli "amici" di Muriel la cacciano ufficialmente dal loro gruppo dopo aver chiarito che non li accompagnerà in vacanza sull'isola. Betty firma un assegno in bianco affinché Muriel acquisti prodotti per l'attività di cosmetici, ma Muriel usa invece l'assegno per prelevare $ 12.000 e seguire comunque i suoi ex amici sull'isola. Lì, Muriel incontra Rhonda Epinstall, una vecchia conoscenza del liceo, e stringono rapidamente un'amicizia, cementata quando Rhonda racconta allegramente a Tania di Nicole e Chook.
Muriel torna a casa e si confronta con Betty riguardo al denaro rubato. Muriel scappa immediatamente a Sydney, condividendo un appartamento con Rhonda e cambiando il suo nome in Mariel. Trova lavoro in una videoteca, incontra e esce brevemente con un ragazzo goffo ma gentile, Brice Nobes.
Una notte, Rhonda cade improvvisamente, apparentemente paralizzata. Mentre è in ospedale, Muriel chiama a casa e scopre che suo padre è indagato per aver accettato tangenti. Rhonda ha un tumore canceroso alla colonna vertebrale e subisce molteplici operazioni, che alla fine la lasciano permanentemente incapace di camminare. Muriel promette a Rhonda di prendersi cura di lei e di non lasciarla mai tornare a Porpoise Spit. Usa anche la crisi sanitaria di Rhonda per ottenere un servizio viziato in numerosi negozi di abiti da sposa, provando abiti da sposa e scattando fotografie per assecondare i suoi sogni di matrimonio. Quando Rhonda scopre cosa ha fatto Muriel, Muriel finalmente confessa la sua fissazione per un matrimonio da favola e litigano furiosamente.
Disperata, Muriel entra in una cospirazione per sposare il nuotatore sudafricano David Van Arkle in modo che possa unirsi al Team Australia nelle prossime Olimpiadi; viene pagata $ 10.000 dai genitori di David per la sua parte nel programma. All'elaborato matrimonio di Muriel a Sydney, mostra Tania, Cheryl e Janine come le sue damigelle; Rhonda, disgustata dal comportamento di Muriel, rifiuta di esserlo. Bill tratta apertamente Deidre come il suo appuntamento e Betty arriva in ritardo al matrimonio perché non può permettersi i biglietti aerei; Muriel non la nota al matrimonio. Rhonda torna a casa di sua madre, impossibilitata a vivere a Sydney senza aiuto. Dopo il matrimonio, David le fa capire chiaramente il suo disprezzo per Muriel.
In Porpoise Spit, una Betty sempre più sconvolta ruba un paio di sandali che prova e Dianne chiama la polizia. Bill fa in modo che le accuse scompaiano. Subito dopo che Betty ha supplicato Bill, dicendogli che ha bisogno di aiuto, lui annuncia la sua intenzione di divorziare da lei e sposare Deidre. Betty viene poi trovata morta da sua figlia, Joanie. Deidre afferma che Betty ha avuto un attacco di cuore, ma Joanie rivela a Muriel che la morte di Betty è stata un suicidio.
Quando Muriel crolla al funerale di sua madre, David la conforta e finalmente consumano il loro matrimonio. La morte di sua madre costringe Muriel a dare uno sguardo duro alla sua vita, e dice a David che non può più rimanere sposata con lui perché nessuno dei due è innamorato, e vuole smettere di mentire.
Bill chiede a Muriel di aiutarla a crescere i suoi fratelli, poiché è meno probabile che Deidre lo sposi con i bambini al seguito. Ha anche perso il posto in consiglio comunale. Muriel si oppone a lui, dandogli $ 5.000 dei soldi del suo matrimonio e dicendogli che ripagherà il resto dell'importo rubato quando troverà un lavoro a Sydney. Impressionando suo padre con la sua personalità più assertiva, Muriel gli chiede di interrompere il suo trattamento verbalmente violento dei suoi fratelli.
Muriel va a casa di Rhonda, dove sono in visita gli ex aguzzini di Muriel, e si offre di riportarla a Sydney. Rhonda accetta e fa sapere alle altre ragazze cosa pensa di loro. Muriel e Rhonda si dirigono all'aeroporto, lasciando felicemente Porpoise Spit per un futuro più promettente.

## Produzione
A parte la già citata Coolangatta (chiamata nella pellicola "Porpoise Spit"), altre location del film sono l'isola di Moreton, l'isola di Hamilton, Darlinghurst, Parramatta, Surfers Paradise e Sydney .
Per il suo ruolo, l'attrice Toni Collette è ingrassata di 18 kg (40 lb) in sette settimane.

## Colonna sonora
La musica degli ABBA è la colonna sonora del film. La canzone Dancing Queen è stata riadattata per il film come pezzo d'orchestra.

## Incassi
Le nozze di Muriel riscosse $15,765,571 al botteghino in Australia, che equivale a $30,181,813 nel 2022.